# Sestakovaia
Genre
Sestakovaia est un genre d'araignées aranéomorphes de la famille des Liocranidae.

## Distribution
Les espèces de ce genre se rencontrent en Europe de l'Est, en Turquie et en Iran.

## Liste des espèces
Selon World Spider Catalog (version 22.5, 10/08/2021) :
- Sestakovaia annulipes (Kulczyński, 1897)
- Sestakovaia hyrcania Zamani & Marusik, 2021

## Étymologie
Ce genre est nommé en l'honneur d'Anna Šestáková.

## Publication originale
- Zamani & Marusik, 2021 : « A new genus and ten new species of spiders (Arachnida, Araneae) from Iran. » ZooKeys, no 1054, p. 95-126 (texte intégral).